# 拉丁美洲债务危机

拉丁美洲常见的四个次分类

拉丁美洲債務危機（也称拉丁美洲失去的十年）是眾多拉丁美洲國家在1980年（部分國家則始於1970年代）由于无法偿还外债，而引发的一场金融危机，使其國內的金融制度接近崩潰，甚至影響到國際的金融體系。

## 原因

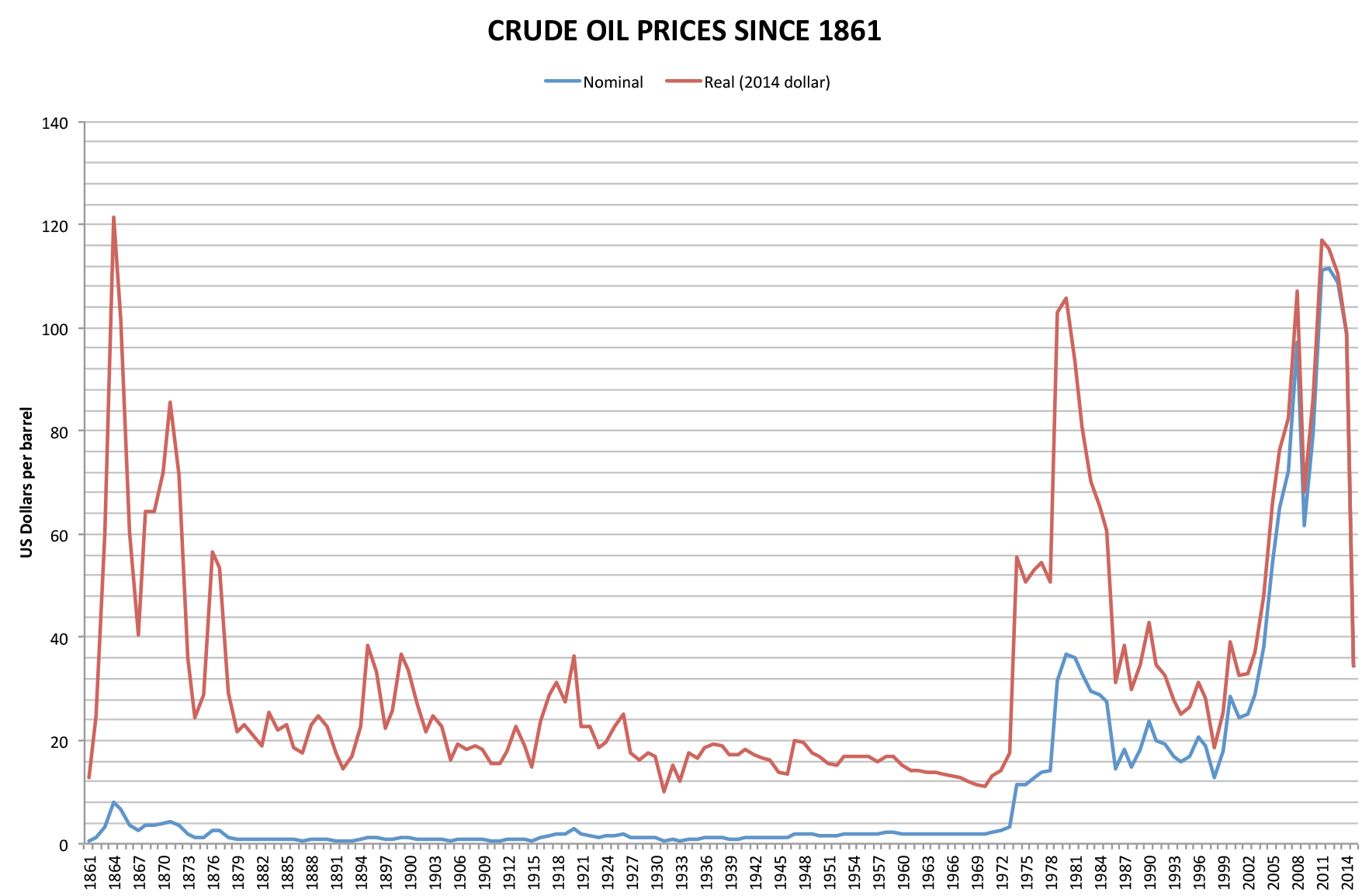
1861年至2011年墨西哥原油价格。

在1960年代和1970年代，许多拉丁美洲国家，特别是巴西、阿根廷和墨西哥，为了实现工业化，向国际债权人索要大笔贷款。由于这些国家当时的经济正在增长，因此债权人愿意继续放贷。最初这些国家通过世界银行等公共途径获得贷款。但在1973年后，来自石油国家的私人银行认为主权债务是一种安全投资，从而大量涌入拉美国家。墨西哥以美元计价的债务是以未来的石油收入作为抵押借款，因此当油价崩盘时，墨西哥经济也一同崩溃。
从1975年到1982年，拉丁美洲对商业银行的债务以每年20.4%的累计速度增长。这导致拉丁美洲的外债翻了两番，从1975年的750亿美元增长到1983年3150亿美元。（是拉丁美洲地區生產總值的50%）。而债务的偿还（支付利息和偿还本金）也迅速增长，从1975年的120亿增长到1982年的660亿美元。头几年的经济发展使这些拉丁美洲国家处于工业化程度最高的经济体和世界其他的发展中国家之间。

## 经过
全球经济在1970年代进入衰退直到1980年代初，并且由于1973年石油危机导致油价飙升，这些因素使拉美大多数国家陷入了僵局。石油出口国在1973年至1980年油价上涨后现金充裕，将资金投资于国际银行，而这些银行把这些资金作为贷款提供给拉丁美洲政府以达成“美元回收”。油价暴涨导致许多国家寻求更多贷款来弥补高油价，甚至一些产油国为了经济发展背负了巨额债务，希望高油价能够持续下去，以此还清债务。
随着1979年美国和欧洲的利率上升，债务支付也随之水涨船高，使各国更难偿还债务。与美元的汇率恶化意味着拉美各国政府最终欠下巨额本国货币，从而失去了购买力。而1981年全球贸易收缩导致原材料（拉丁美洲最大的出口类型）价格下跌。
虽然外债积累的危险在数年之前开始，但当国际资本市场意识到拉丁美洲将无法偿还其贷款时，债务危机开始了。1982年8月，时任墨西哥财政和公共信贷秘书处长赫苏斯·西尔瓦-格尔佐格·弗洛雷斯表示该国无力偿还债务。墨西哥宣布无法按期付款，并单方面宣布暂停付款90天，并要求重新协商付款条件和新贷款，以履行其先前的义务。
在墨西哥主权违约后，商业银行大幅减少或停止向拉丁美洲提供新贷款。由于拉丁美洲的大部分贷款是短期贷款，因此当再融资被拒绝时，危机随之来临。准备再融资的数十亿美元贷款，变成了巨额债务。
银行不得不重组债务以避免金融恐慌，这意味着新的贷款条件非常严格，并且要求债务国接受国际货币基金组织的干预。国际货币基金组织开始重组支付结构并减少债务国的政府支出。在后来国际货币基金组织和世界银行鼓励开放市场。最后，美国和国际货币基金组织推动债务减免，承认各国将无法全额偿还其所欠的巨额款项。

## 影响

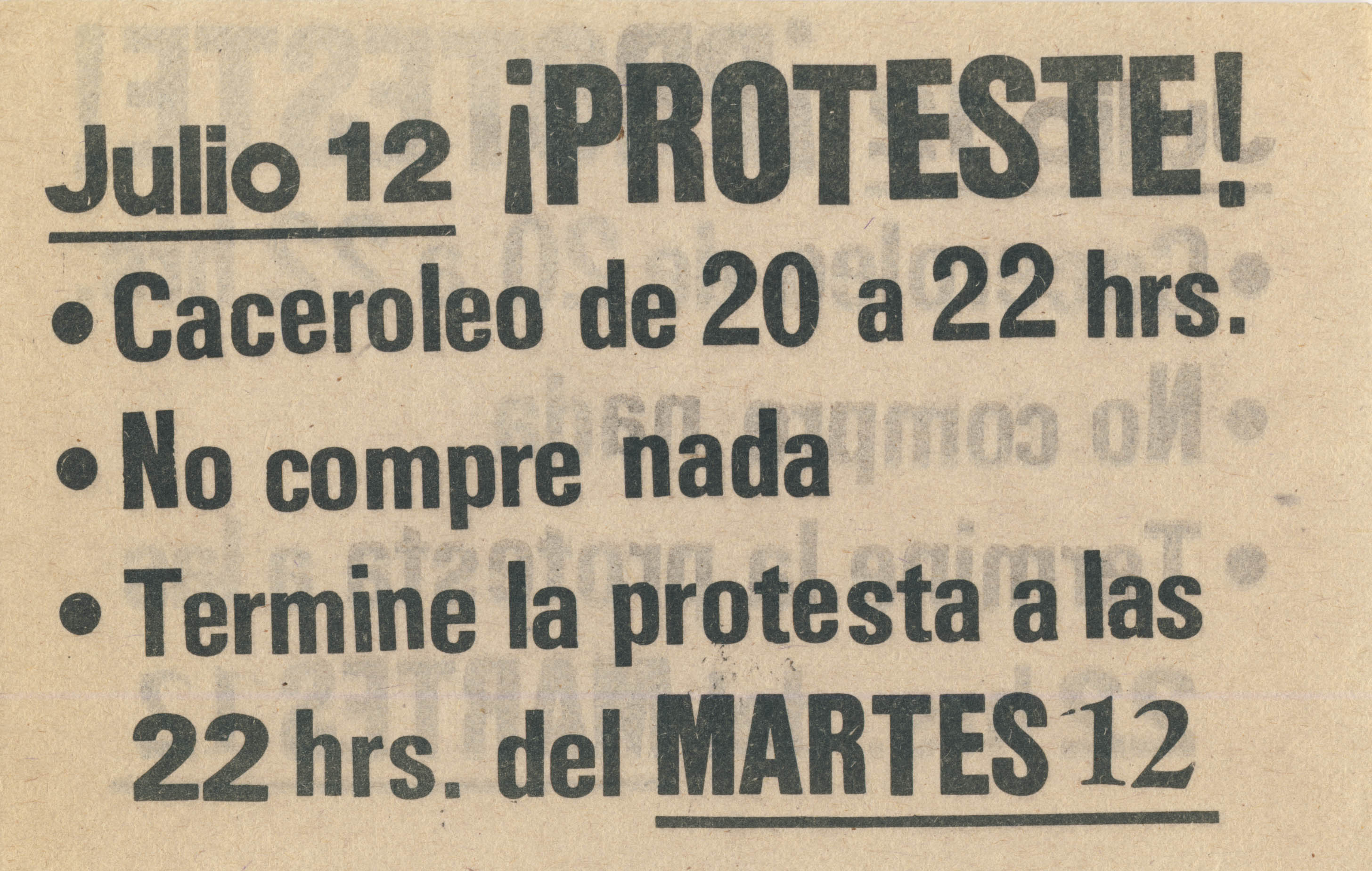
智利一个呼吁在1983年7月12日敲锅打铁。

1982年的债务危机是拉丁美洲历史上最严重的一次。收入和进口下降；经济增长停滞；失业率升至高位；通货膨胀降低了中产阶级的购买力。事实上，在1980年后的十年里，城市地区的实际工资实际下降了20%到40%之间。此外，可能用于解决社会问题和贫困的投资反而被用于偿还债务。美国銀行家的损失是灾难性的，可能超过自1700年代后期建国以来银行业的全部集体利润。
为应对危机，大多数国家放弃了进口替代工业化政策并转而采取出口導向型工業化策略。通常利用的是国际货币基金组织鼓励的新自由主义战略，但智利和哥斯达黎加采取了改良主义。
大规模的资本外流（特别是流向美国），导致货币汇率貶值，从而提高了实际利率。1980年至1985年间，拉美地区的实际GDP增长率仅为2.3%，但按人均GDP计算，拉丁美洲经历了近9%的负增长。在1982年至1985年间，拉丁美洲偿还了1080亿美元。
国内對應的政策也在债务危机当中占有重要的作用，像是國家的公共部门赤字便是债务问题的核心。巴西在1973年石油危机之后，致力于实施公共投资和能源替代为基础的发展策略；墨西哥的财政扩张则主要用在石化業的巨额投资；阿根廷的赤字則由數个原因所引发，例如1970年代的政治动荡、與英國開打的福克蘭戰爭（中國譯為「馬島戰爭」）所引发的巨大国防开支、国企和地方政府的长期赤字和稅金征收的无力等等。
世界银行估计，仅墨西哥一个国家，在1979至1982年之间，就由于资本流出而损失了265亿美元的资本。

## 现今拉美各国的外债情况
| 排名   | 国家 - 实体    | 外债 （百万美元） | 来源日期           |
| ------ | -------------- | ----------------- | ------------------ |
| 20     | 巴西           | 681,336           | 2019年估计         |
| 29     | 墨西哥         | 456,713           | 2019年估计         |
| 33     | 阿根廷         | 278,524           | 2019年估计         |
| 39     | 智利           | 193,298           | 2019年估计         |
| 47     | 哥伦比亚       | 135,644           | 2019年估计         |
| 55     | 巴拿马         | 101,393           | 2019年估计         |
| 56     | 委内瑞拉       | 100,300           | 2019年估计         |
| 60     | 秘鲁           | 81,333            | 2019年估计         |
| 73     | 乌拉圭         | 43,705            | 2019年估计         |
| 83     | 古巴           | 30,060            | 2019年估计         |
| 83     | 厄瓜多尔       | 21,740            | 2017年12月31日估计 |
| 85     | 哥斯达黎加     | 29,589            | 2019年估计         |
| 90     | 多米尼加共和国 | 23,094            | 2019年估计         |
| 91     | 瓜地马拉       | 22,920            | 2017年12月31日估计 |
| 100    | 萨尔瓦多       | 17,240            | 2019年估计         |
| 102    | 巴拉圭         | 16,622            | 2019年估计         |
| 107    | 玻利维亚       | 12,810            | 2017年12月31日估计 |
| 109    | 尼加拉瓜       | 11,674            | 2019年估计         |
| 117    | 洪都拉斯       | 9,137             | 2019年估计         |
| 来源： |                |                   |                    |